# 粤海清庙
粤海清庙（英語：Yueh Hai Ching Temple，潮州白話字：Uát Hái Tsheng Biō，潮州話拼音方案： uêg⁸ hai² cêng¹ bhiê⁷），俗称老爷宫，為新加坡最古老的道教寺庙，亦是當地潮帮（潮州人）最早的聚会及议事场所，由义安公司管理。粤海清庙是19世紀初華人移民新加坡的第一個落腳點。該廟於1996年被列為新加坡國家古蹟，並曾因其對文化遺產的保護與修復工作而獲得多項獎項。

## 历史
多個說法對於該廟最初建造的年份存在歧異，有些記載甚至將其歷史追溯至1738年。然而，普遍的共識認為，該廟最初於1820年建成，當時只是一座簡陋的木材與亞答所搭建的廟宇。
1950年，潘醒農於《馬來亞潮僑通鑑》中發表的一項研究，旨在驗證潮人族群的口述傳統。該研究指出，萊佛士與法夸爾的記錄顯示，英國人在1819年1月抵達新加坡時，發現天猛公阿都拉曼已在當地與400至500名居民定居。同屬1819年遠征隊成員的約翰·克勞福（Captain John Crawford）亦在其日記中提到，他曾遇見“逾百名”華人。
根據英殖民地的檔案記載，這些華人主要為潮州人，天猛公阿都拉曼曾資助他們在史丹福山（即現今的珍珠山）開闢甘蜜園。他甚至在某些情況下，預先借出資金給潮人開墾者，並約定日後以甘蜜或其他農產作為還款方式。法夸爾指出，天猛公對這些園地的利益是透過其姻親巴峇吉喬（Baba Ketchil）以及新加坡首任華人甲必丹、潮州商人陳亨欽代表。陳亨欽來自暹羅，是最早抵新加坡的潮人之一，與來自中國潮州饒平的王豐順一同領導首批潮人定居新加坡，並在新加坡河南岸創建了粵海清廟。
1826年，萬世順公司（Ban See Soon Kongsi）的開拓者林攀於現今的菲立街（Philip Street）原址上建起一座小廟，並簽下999年地契。該廟由14名董事組成的信託委員會管理。此廟供航行於新加坡與中國之間的水手們祈福還願，感謝旅途平安。這點也體現於其廟名「粵海清廟」之中，意即「平靜之海的廟宇」。當時菲律賓街靠近海岸，水手靠岸後可即刻前往祭拜，惟經歷土地填海工程後，廟宇如今已遠離海邊。
1845年，義安公司成立後，接管了粵海清廟的管理權，取代了原先的萬世順公司。在1852年至1855年間，現今的廟宇建築得以落成。1895年，義安公司提交了一份建築計劃，擬對廟宇進行大規模重建。到了19世紀末，潮州人已成為新加坡第二大、僅次於福建人的華人族群，在社會與經濟上都具相當影響力。
粵海清廟除了是宗教信仰場所，也充當社區中心與聚會場所。據歷史學者潘醒農記載，第一次世界大戰爆發前，時任義安公司主席曾召集信眾於廟中祈福，顯示此廟在潮人日常生活中的重要性。廟宇亦是鄉親之間交流消息、建立人脈與互相扶持的聚集場所，為初來乍到的同鄉提供精神與社會支援。
1995年至1997年間，廟宇曾進行一次修復工程（市區重建局，1997年）。1996年6月28日，粵海清廟正式被列為新加坡國家古蹟。
最近一次的大規模修復於2011年至2014年間進行，但實際的結構調查與準備工作早在2011年前已展開（資料來源：與楊康華博士的訪談）。此次修復工程廣受好評，為廟宇贏得多項殊榮，包括2014年聯合國教科文組織亞太區文物古蹟保護獎（優異獎）、2014年新加坡市區重建局建築文化遺產獎，以及2013年中國全國建築設計獎之民居建築獎。

## 建筑
粵海清廟總建築面積達1,440平方米，整體結構分為左右兩间连接的祠庙，各自設有獨立的出入口。右殿供奉的是玄天上帝，又稱「多羅爺」，為道教尊奉的重要神祇，於19世紀時深受秘密會黨的尊崇與敬拜；左殿則供奉天后聖母，又稱「妈祖」，她是保護航海者、指引船隻於風浪中平安歸航的女神，深受海上移民的信仰。
粵海清廟體現了華人傳統道教廟宇建築風格，是道教建築的代表之一，融合精緻的工藝與宗教象徵意涵，呈現出濃厚的華人文化特色。
粤海清庙还保存着清朝光绪皇帝御赐的亲笔墨宝“曙海祥云”,写于1900年（光绪二十五年）。

## 参見
- 天福宮：主要供奉妈祖，是早期當地闽帮宗教、聚会及议事之地。
- 同济医院：早期當地广帮同乡互助、聚会及议事之地。
- 应和会馆：早期當地客帮宗教、聚会及议事之地。